# Niña (hajó)
A Niña vagy La Niña (spanyolul: kislány) egyike volt Kolumbusz Kristóf három hajójának, amikor 1492-ben felfedezte Amerikát.

## Története
A karavella típusú vitorlás hivatalos neve Santa Clara volt (a korabeli spanyol hajók általában női szentek nevét kapták), de szinte mindenütt La Niña-ként hivatkoztak rá; feltehetően tréfás utalásként tulajdonosára, a mogueri Juan Niñóra. A mediterrán vizekre épült kis kereskedőhajó volt. Pontos méretei ismeretlenek, de Michele de Cuneo, aki a második útjára elkísérte Kolumbuszt, azt írta, hogy a Niña körülbelül 60 tonnás volt, vagyis átlagos méretű karavellaként 15 méter hosszú lehetett a törzse. Többnyire háromárbocosként ábrázolják, de arra is van utalás, hogy négyárbocos lehetett. Eredetileg latinvitorlázata volt (caravela latina), de az expedíció előtt a Kanári-szigeteken keresztvitorlázatot (caravela redonda) szereltek rá, ami jobban megfelelt a nyílt óceáni viszonyoknak.
Kolumbusz első útján a másik két hajóval (a Santa María karakkal és Pinta karavellával) együtt 1492. augusztus 3-án futott ki Palos kikötőjéből, fedélzetén 24 emberrel. Kapitánya Vicente Yáñez Pinzón volt. Augusztus 12-én megálltak Las Palmas-ban a Kanári-szigeteken, majd nyugat felé folytatták útjukat. Legközelebb 1492. október 12-én láttak földet, amikor elérték a Bahamákat. 1492 karácsonyán a Santa María zátonyra futott; onnantól Kolumbusz átköltözött a Niñára. 1493 február 14-én, útban hazafelé, az Azori-szigeteknél egy vihar miatt elszakadt a Pintától és majdnem felborult. Végül március 4-én érkezett meg Lisszabonba, onnan pedig március 15-én ért vissza Palosba. A legénység többnyire a fedélzeten aludt, de a visszaúton eltanulták az indiánoktól a függőágy használatát.
Kolumbusz a második útján a jókora, 17 hajót számláló flottából ismét a kis Niñát választotta zászlóshajójának, amelynek a fele részét meg is vásárolta. 1493 szeptemberében indultak Hispaniolába, az út során feltérképezték Kuba déli partjait. Később, 1495-ben a Niña volt az egyetlen spanyol hajó, amelynek sikerült átvészelnie egy hurrikánt. 1496-ban visszatért Spanyolországba.
Ezután egy Rómába tartó útján, miután kifutott a szardíniai Cagliari kikötőjéből, kalózok fogták el és Pula mellé vitték. A kapitánynak és néhány emberének sikerült megszöknie. Elloptak egy csónakot, és a Niñához eveztek, majd visszatértek vele Cadizba.
1498-ban Kolumbusz harmadik útja előtt felderítőként Hispaniolába vitorlázott. 1500-ban Santo Domingo kikötőjében állt, majd 1501-ben a ma Venezuelához tartozó Cubagua szigetére szállított árut. Ez volt az utolsó feljegyzés a hajóról, további sorsa ismeretlen.
A Niña Kolumbusz parancsnoksága alatt legalább 46 ezer km-t tett meg.

## Másolatok

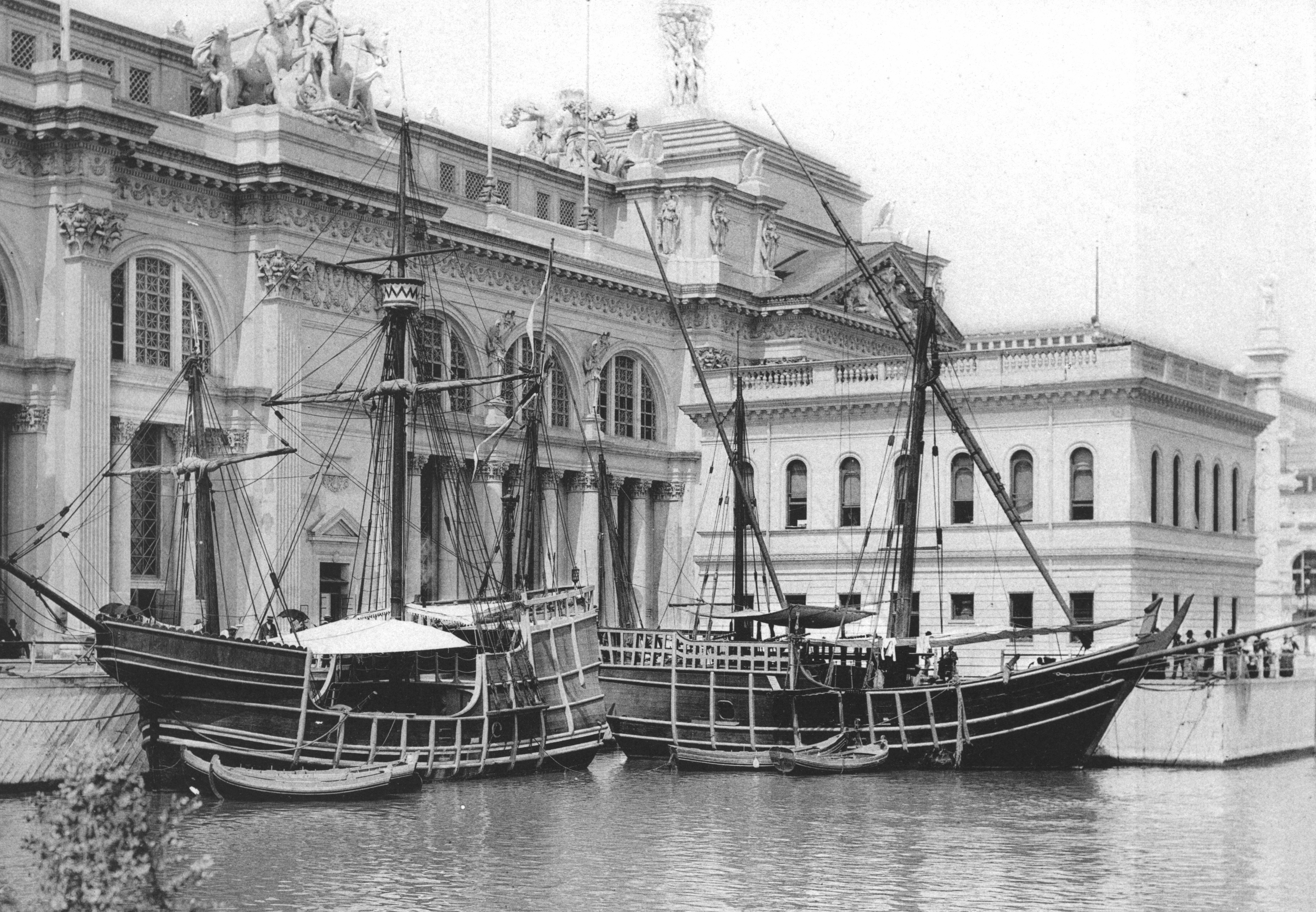
A Niña és a Pinta másolata az 1893-as chicagói világkiállításon

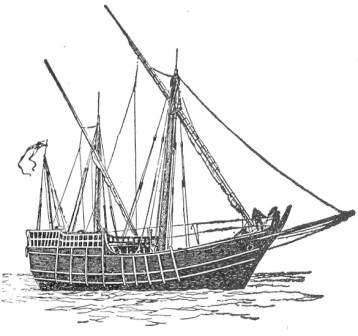
A hajó 1900-as ábrázolása

Az 1893-as chicagói világkiállításra a spanyol kormány megépíttette Kolumbusz három hajójának másolatát.
1988-ban az angol John Patrick Sarsfield és Jonathan Morton Nance hajózástörténészek három év alatt megépítették a Niña négyárbocos mását. Az építésben a brazíliai Bahiából való hajóácsok voltak a segítségükre, akik a 15. századig visszanyúló technikákkal dolgoznak. A hajótestet csak kéziszerszámok felhasználásával készítettek nehéz brazíliai keményfából. Nance tervei alapján a vitorlázat az első két árbocon keresztvitorlából, a hátsókon pedig latinvitorlából állt. A próbautak során a 75 tonnás vitorlás 5-7 csomós sebességet ért el. A másolat 1991-ben részt vett az 1492 – A Paradicsom meghódítása c. film forgatásán, majd sorra járta az észak-amerikai kikötőket, ahol  helybeliek meglátogathatták a hajót.
További másolatok épültek a brazíliai Valençában, a texasi Corpus Christiben  és a spanyolországi El Puerto de Santa María-ban és Palosban.

## Fordítás
- Ez a szócikk részben vagy egészben  a   Niña című angol Wikipédia-szócikk ezen változatának fordításán alapul.  Az eredeti cikk szerkesztőit annak laptörténete sorolja fel. Ez a jelzés csupán a megfogalmazás eredetét és a szerzői jogokat jelzi, nem szolgál a cikkben szereplő információk forrásmegjelöléseként.